# Murcki (gmina)
Murcki – dawna gmina wiejska istniejąca w latach 1945–1954 w woj. śląskim, katowickim i stalinogrodzkim (dzisiejsze woj. śląskie). Siedzibą władz gminy były Murcki (1954–66 osiedle, 1967–75 samodzielne miasto, od 1975 dzielnica Katowic).
Gmina zbiorowa Murcki powstała w grudniu 1945 w powiecie pszczyńskim w woj. śląskim (śląsko-dąbrowskim). Według stanu z 1 stycznia 1946 gmina składała się z 2 gromad: Murcki i Wesoła. 6 lipca 1950 zmieniono nazwę woj. śląskiego na katowickie, a 9 marca 1953 kolejno na woj. stalinogrodzkie.
Według stanu z 1 lipca 1952 gmina składała się z 2 gromad: Murcki i Wesoła. Gmina została zniesiona 29 września 1954 wraz z reformą wprowadzającą gromady w miejsce gmin. Jednostki nie przywrócono 1 stycznia 1973 wraz z kolejną reformą reaktywującą gminy, ponieważ zarówno Murcki (od 1967) jak i Wesoła (od 1962) stanowiły samodzielne miasta w powiecie tyskim (oba zniesione 27 maja 1975 przez włączenie do Katowic i Mysłowic).